# Teófilo Stevenson
Teófilo Stevenson Lawrence (Las Tunas, Cuba, 29 de marzo de 1952 - La Habana, 11 de junio de 2012) fue un boxeador cubano. Fue el segundo atleta de la historia en lograr ser triple campeón olímpico en boxeo.

## Biografía
Stevenson nació en el Central Delicias (hoy Central Antonio Guiteras), Puerto Padre, provincia de Las Tunas, Cuba, el 29 de marzo de 1952. Sus padres fueron Teófilo Stevenson Parsons -un inmigrante anglófono nacido en la isla de San Vicente que emigró a Cuba en la década de 1920 para dedicarse al corte de la caña- y Dolores Lawrence -cubana de padres también inmigrantes anglófonos de la isla de San Cristóbal.
La vena boxística le vino a Stevenson por su padre, quien por motivos económicos llegó a realizar unas siete peleas de boxeo. También, de niño, Stevenson asistía a ver las peleas organizadas en la glorieta del parque de su pueblo natal. Un día a su padre lo llamó el maestro y le dijo «Lo mejor que tú haces es mandar al muchacho a aprender a boxear porque siempre se está fajando en el colegio, lo que él quiere es eso».
El excampeón nacional cubano del peso pesado de 1931 a 1935 John Herrera, vecino del mismo pueblo que Stevenson, le enseñó a tirar sus primeros golpes.
Más tarde, Ángel "Gigante" Cruz, vecino del poblado de Gibara, lo llevó a Las Tunas a sostener su primer combate, en octubre de 1966. Stevenson tenía 14 años de edad y pesaba 71 kilogramos en un ring que se ubicaría en las gradas del estadio de béisbol Julio Antonio Mella. Su rival fue Luis Enríquez, quien lo derrotó por puntos. Los inicios en el boxeo no fueron muy buenos para Stevenson, ya que perdió en veinte peleas.

### Escuela Cubana de Boxeo
Aunque la Revolución Cubana en un principio mantuvo la práctica del boxeo profesional, el 19 de marzo de 1962 el Instituto Nacional de Deportes, Educación Física y Recreación (INDER) dispuso en su Resolución 83-A la erradicación del profesionalismo deportivo en todas sus manifestaciones.
En 1964, contando con la asesoría técnica del profesor alemán Kurt Rosentil y de los entrenadores soviéticos Evgueni Ogurenkov, Andrei Chervonenko y Vasili Romanov, entre otros, Alcides Sagarra funda lo que vendría a llamarse la Escuela Cubana de Boxeo, donde se toman los mejores trabajos con boxeadores del mundo para adecuarlos a la realidad cubana.
Así, surge la Escuela Superior del Perfeccionamiento Atlético (ESPA), y seguidamente se crean las Escuelas de Iniciación Deportiva y las Áreas Especiales.
Aprovechando estas facilidades recién creadas es como Stevenson sale de la oscuridad de su lejano poblado natal de Las Tunas, para abrirse paso en su carrera deportiva hasta los primeros planos del boxeo aficionado mundial.

### Incursión en el peso pesado
La medalla de oro del Campeonato Nacional Juvenil de 1968 en La Habana, fue el primer paso de Stevenson en la categoría pesada (más de 81 kilogramos).
En aquella época dominaban dicha categoría en Cuba los boxeadores Nancio Carrillo (seleccionado para representar el país en los Juegos Olímpicos de México 1968) y José Luis Cabrera (oro de los X Juegos Centroamericanos y del Caribe de San Juan 1966 y plata de los V Juegos Panamericanos de Winnipeg 1967).
La proeza de Stevenson, a sus 17 años de edad, al lograr la medalla de plata del Campeonato Nacional "Playa Girón" de diciembre de 1969 en Isla de la Juventud, le valió el ser seleccionado por el ucraniano Andrei Chervonenko para entrenar directamente con él y con Alcides Segarra.
Los resultados no se hicieron esperar, y a principios de 1970, Stevenson sorprendió a la afición al propinarle un nocaut fulminante a Nancio Carrillo en la Ciudad Deportiva de La Habana.
Así, vendría su primer compromiso internacional: el Campeonato Centroamericano y Caribeño de La Habana, en septiembre de 1970, en el cual ganó la medalla de oro.
Su primera salida al exterior sería en octubre de ese año, a Vidin, Bulgaria, donde ganó el oro del VII Torneo de la Amistad (Sub-19) en un rally de tres victorias por nocaut.

### Ciclo olímpico 1970-1972
Dos años antes de cada olimpíada son los Juegos Centroamericanos y del Caribe; y a un año de la Olimpíada son los Juegos Panamericanos. Para los atletas cubanos, "completar el ciclo olímpico" significa conquistar estos eventos junto con la Olimpíada.
Aunque Stevenson no pudo arrebatarle a José Luis Cabrera el derecho de representar a Cuba en los XI Juegos Centroamericanos y del Caribe de Ciudad Panamá de 1970; no sucedió igual con el boleto a los VI Juegos Panamericanos de Cali, Colombia, el cual conquistaría en la final del Cardín de junio de 1971, en La Habana, al finalmente imponerse a Cabrera por puntos.

#### Aprendiendo de las derrotas
En este período también se ubican cuatro derrotas importantes de Stevenson: la primera ante el alemán oriental Bernd Anders en la final del III Torneo Internacional "Giraldo Córdova Cardín" de 1970; la segunda y la tercera ante el checo Peter Sommer en los topes bilaterales Cuba-Checoslovaquia de inicios de 1971; y la cuarta ante el estadounidense Duane Bobick en las semifinales de los VI Juegos Panamericanos en agosto de ese año.
Luego Stevenson diría: «En realidad yo nunca perdí, porque de las derrotas se sacan experiencias, y cuando se sacan experiencias, se gana». Y efectivamente, estas derrotas le permitieron a sus entrenadores Chervonenko y Segarra identificar los handicaps de Stevenson y trabajar durante los 8 meses previos a los Juegos Olímpicos, en el perfeccionamiento de su jab y en el fortalecimiento de su izquierda.
El primer desquite de Stevenson fue contra Bern Anders, a quien noqueó fácilmente en dos ocasiones ante un sorprendido público berlinés en 1971 y 1972. El segundo sería contra Duane Bobick en las Olimpíadas de Múnich de 1972. El tercero tendría que esperar al Cardín de 1973.

#### Primer Campeonato Olímpico en Múnich
Los Juegos Olímpicos de Múnich establecieron el inicio del dominio cubano en el boxeo amateur de las próximas décadas, cosechando 3 medallas de oro (las primeras de su historia), 1 de plata y 1 de bronce.
Estos juegos también establecieron a Stevenson, a sus 20 años de edad, como el principal boxeador aficionado del peso pesado en el mundo.
En su debut olímpico, Stevenson puso fuera de combate de manera dramática al experimentado boxeador polaco Ludwik Denderys a pocos segundos del mismo primer asalto.
En los cuartos de final le tocó vérselas ante el favorito de los Juegos, el campeón panamericano Duane Bobick, quien llevaba una racha de 62 victorias consecutivas y solo esperaba el oro olímpico para acceder a un contrato millonario en el boxeo profesional. La prensa estadounidense lo había bautizado como "la esperanza blanca".
La pelea fue el 5 de septiembre de 1972 y fue transmitida en directo por la televisión cubana.
El primer asalto estuvo parejo. El segundo asalto lo ganó Bobick. Pero en el tercer asalto, un despliegue de ferocidad por parte de Stevenson derribó a Bobick en tres ocasiones, siendo reglamentariamente detenido el combate a favor de Stevenson, en lo que aún se considera su victoria más memorable.
A opinión del federativo del boxeo estadounidense Robert Surkein, quien llevó equipos de su país a varios Juegos Olímpicos, "el Stevenson que vi ganarle a Bobick en Múnich'72, era entonces superior al Clay que ganó los 81 kilos en Roma'60 y al Frazier y al Foreman que ganaron en la categoría superior en Tokio'64 y en México'68".
En semifinales, Stevenson venció fácilmente al futuro campeón europeo, el local Peter Hussing, la gran esperanza de los organizadores. Hussing luego reconocería que nunca, en sus 212 combates como boxeador aficionado recibió tanto castigo como en esta pelea. "Uno no tiene tiempo de ver su derecha. Y cuando la ve, es porque la tiene ya sobre el mentón", declararía.
La superioridad de Stevenson era tan avasalladora que la prensa comenzó a decir que el gran perdedor de los Juegos iba a ser quien se le enfrentara en la final, compromiso que recayó en el rumano Ion Alexe, pero este no pudo pelear por haberse lesionado un brazo en las semifinales. Así, Stevenson terminó ganando su primera medalla de oro olímpica por "No Presentación".
Su extraordinario performance durante esta Olimpíada también le hizo merecedor de la Copa Val Barker como el boxeador más técnico de estos Juegos.

#### Ofertas para desertar
Según Stevenson, la primera vez que le sugirieron desertar del equipo cubano y pasar al profesionalismo fue durante los Juegos de Múnich. Quien primero lo hizo fue un argentino que se decía apoderado de Oscar Bonavena. "Si con Bonavena yo me busco 100 mil ó 200 mil dólares, a ti te veo como un saquito verde de millones", le decía.
Otro día recibió una llamada telefónica de uno de sus compañeros de equipo olímpico cubano quien le dijo que un estadounidense se le había aproximado con la oferta de darle a Stevenson un millón de dólares por pelear con el entonces campeón mundial de los pesos pesados del boxeo profesional Joe Frazier en su primera pelea profesional.
El combate se efectuaría en la Florida, Estados Unidos, y si Stevenson salía vencedor, se convertiría en el campeón mundial de los pesos pesados en solo una noche. Ya existía el precedente del campeón olímpico de 1956 Pete Rademacher disputándole el título a Floyd Patterson en su primera pelea profesional en 1957.
Stevenson pensaba que tenía todas las de ganar ante Frazier, pero declinó la invitación contestando que prefería consagrarse a sus estudios de ingeniería y a la Revolución Cubana.
"Prefiero el cariño de ocho millones de cubanos", declararía Stevenson. "Y no cambiaría mi pedazo de Cuba ni por todo el dinero que me puedan ofrecer".

#### Victoria sobre Alexe
En el Torneo Cinturón de Oro, en Bucarest, Rumanía, en abril de 1973, tal y como había ocurrido un año antes en los Juegos Olímpicos, Stevenson y Alexe quedaron nuevamente como finalistas.
En esta ocasión el rumano no había sufrido ninguna lesión, pero Stevenson solamente necesitó dos asaltos para ponerlo fuera de combate y al recibir esta medalla de oro declaró "Ahora sí siento que gané los Juegos Olímpicos".

#### El Cardín de 1973
En julio de 1973 se llevó a cabo en Santiago de Cuba el VI Torneo Internacional de Boxeo "Giraldo Córdova Cardín" con la participación de varios de los mejores boxeadores aficionados del mundo.
Para este año, ya el Cardín cubano era considerado como uno de los torneos más fuertes del mundo. Incluso había un refrán que decía "es más fácil ganar los olímpicos que el Córdova Cardín".
En las semifinales del Cardín de 1973, Stevenson tuvo la oportunidad de desquitarse ante el checoslovaco Peter Sommer a quien noqueó en el mismo primer asalto.
Pero en la final Stevenson perdió por puntos (2-3) ante el soviético Igor Vysotskiy. La pelea fue tan intensa que durante la misma Stevenson tuvo que tomar dos necesarios breaks para reatar sus guantes.
Vysotskiy, de 20 años de edad, saltó a la fama con esta victoria y se convirtió en el principal candidato para representar a la Unión Soviética en los próximos Juegos Olímpicos de 1976.

### Ciclo olímpico 1974-1976
En febrero de 1974, Stevenson dio inicio a su segundo ciclo olímpico ganando fácilmente la medalla de oro en los XII Juegos Centroamericanos y del Caribe de Santo Domingo, República Dominicana.
Este evento estaba muy por debajo de su categoría, pero aparentemente Stevenson quería sumar por primera vez este título a su colección de campeonatos.

#### Campeón mundial amateur
En agosto de 1974, auspiciado por la Asociación Internacional de Boxeo Aficionado (AIBA) se efectuó en La Habana, el primer Campeonato Mundial de Boxeo Aficionado, en el cual participaron 272 atletas de 45 países. Durante la ceremonia de apertura, Stevenson encabezó la delegación cubana como portaestandarte.
En este evento, la anfitriona Cuba logró el primer lugar con 5 medallas de oro, 1 de plata y 2 de bronce. La pelea final fue el clásico "Cuba contra Estados Unidos" que protagonizaron Stevenson y Marvin Stinson, un atleta estadounidense de la raza negra con la misma edad y similar estatura que Stevenson.
De profesión camionero, Stinson había sido subcampeón amateur de los Estados Unidos en 1973 y 1974. Su estilo escurridizo no convenció a los jueces, quienes unánimemente vieron ganar a Stevenson su primer campeonato mundial amateur.
Tras la pelea se apreció que Stevenson tenía dificultad para apoyar la pierna derecha a causa de una herida que se había hecho accidentalmente en el pie. En los camerinos se supo que en esas condiciones había librado los tres combates del campeonato.

#### "Antes rojo que rico"
Con motivo de su conquista del Campeonato Mundial Amateur, la revista norteamericana Sports Illustrated le dedicó una portada a Stevenson con el título "Antes Rojo Que Rico" y un artículo en que decía: "Démosle dos, quizá tres años más, y probablemente tendremos en él a un campeón mundial de los pesos pesados del boxeo profesional... aunque él asegure que no lo hará".
El caso es que muchos veían como un suceso previsible una eventual deserción de Stevenson, por un lado en búsqueda de dinero, y por otro en búsqueda de ser también campeón del boxeo profesional.
Pero la realidad era que Stevenson tenía una opinión muy clara acerca del rudo y cruel mundo del boxeo de paga, y solo estaba interesado en boxear en representación de su país y de sus ideales.

#### Campeón panamericano
En octubre de 1975 se celebraron los VII Juegos Panamericanos en Ciudad de México, y Stevenson acudió a ellos decidido a sumar por primera vez este campeonato a su colección.
Tras despachar espectacularmente en el mismo primer asalto al costarricense Gilberto Acuña y al brasileño Gair de Campos, en la final le tocó vérselas ante el estadounidense Michael Dokes, futuro titular peso pesado del boxeo profesional (Asociación Mundial de Boxeo AMB, 1982-1983).
Dokes, de 17 años de edad, era el campeón amateur de los Estados Unidos de 1975 y le había declarado a la prensa que iba a ganar el oro, pero tras recibir la primera combinación de jab y derechazo al mentón por parte de Stevenson, prácticamente dejó de boxear y durante el resto de la pelea se dedicó a huir del cubano, a quien finalmente favoreció el veredicto unánime de los jueces.

#### Dudas preolímpicas
El equipo cubano de boxeo comenzó su gira europea de 1976 en la Unión Soviética con el Torneo Usov, en Minsk.
Como de costumbre, en el Torneo Usov Stevenson estaba despachando a todos sus rivales en el mismo primer asalto, y el 11 de abril de 1976 subió al ring con el optimismo de poder desquitarse ante aquel Igor Vysotskiy que le había ganado en el Cardín de 1973.
Vysotskiy, de 23 años de edad, estaba en el pico de su preparación física, ello producto del intenso fogueo que le significaron los torneos internacionales en que venía participando desde 1974, los cuales incluían cuatro topes contra los Estados Unidos.
Con alto poder en sus puños, dinamismo, rapidez de manos y, sobre todo, sin miedo, Vysotskiy comenzó a imponerse a Stevenson, quien por primera vez lucía intimidado.
Stevenson fue derribado en el segundo asalto, y de nuevo en el tercero, pero esta vez por toda la cuenta. El campeón olímpico y mundial había sido noqueado por Vysotskiy. Hecho el cual causó tal conmoción en las autoridades deportivas cubanas, que rápidamente designaron como sustituto suyo para continuar esta gira europea al pinareño Ángel Milián, campeón nacional de 1975.
Y precisamente en la final del Cardín de ese año, en Pinar del Río, Stevenson y Milián protagonizaron un peleón memorable, el 29 de mayo de 1976, en el que, pese a haber sido derribado dos veces, Stevenson se impuso por puntos. Muchos calificaron este resultado como un fallo injusto, y quizás hubo algo de cierto en eso, ya que pensando en la posibilidad de que en los Juegos Olímpicos Stevenson pudiera ser nuevamente vencido por Vysotskiy, Cuba decidió enviar a ambos boxeadores a Montreal.
Lo que los cubanos no sabían era que, debido a que los párpados de Vysotskiy se cortaban y sangraban con facilidad, los soviéticos estaban enviando a Montreal también a Víctor Ivanov, a quien consideraban con más posibilidades de llegar a la final, pero de todos modos se decidirían por Vysotskiy en caso de que el sorteo determinara que se enfrentaran Cuba y la Unión Soviética.
Pero el sorteo salió Cuba contra Senegal y Unión Soviética contra Alemania Oriental, por lo que Milián y Vysotskiy terminaron sentados en la banca de los sustitutos.

#### Segundo Campeonato Olímpico en Montreal
Stevenson tenía 24 años de edad para los Juegos de Montreal, a los cuales asistió en la mejor condición física de toda su carrera.
Su primer rival fue el senegalés Michael Drame, a quien noqueó en el segundo asalto.
En cuartos de final se las vio ante el finés Peka Roukola, quien le duró los 59 segundos que su esquina tardó en lanzar la toalla.
En la semifinal le tocó enfrentar al estadounidense John Tate (futuro titular del peso pesado de la AMB de 1979 a 1980), a quien los medios locales estaban presentando como "el fenómeno" encargado de liquidar a Stevenson antes de dos asaltos.
Tan pronto Tate escuchó el campanazo de inicio del combate, cargó contra Stevenson y falló. Más, al primer ataque a fondo del cubano, Tate fue a dar a la lona en su propia esquina para escuchar la cuenta definitiva en una ridícula posición. Stevenson había demolido a sus tres primeros rivales olímpicos en tan solo siete minutos con 22 segundos.
La cadena ABC cubrió la final olímpica entre Stevenson y el rumano Mircea Simon desde Montreal con el comentarista Howard Cosell y su invitado, el medallista de oro de ocho años atrás y excampeón mundial del boxeo profesional George Foreman. Simon evitaba a Stevenson durante los dos primeros asaltos mientras Cosell comenzó por decir llanamente que el cubano podría ser el próximo campeón mundial de los pesos pesados si desertara y pasara al profesionalismo, a lo cual Foreman, planteó sus dudas.
Pero en el tercer asalto, cuando Stevenson acorraló a Simon y solo necesitó de un derechazo para acabar con él y para que los entrenadores del rumano lanzaran la toalla, Foreman terminó por coincidir con lo planteado por Cosell y felicitar personalmente al cubano por ganar su segunda medalla de oro olímpica.

#### La Pelea del Siglo
La actuación de Stevenson en Montreal puso al borde de la apoplejía a los fanáticos del boxeo mundial.
Era la época en que los latinoamericanos dominaban cada peso del boxeo profesional. Destacaban los argentinos Víctor Galíndez (peso semipesado) y Carlos Monzón (peso mediano), el colombiano Antonio Cervantes, Kid Pambelé, (peso welter junior),el panameño Roberto Durán (peso ligero), el brasileño Éder Jofre y el nicaragüense Alexis Argüello (peso pluma).
Aquella también era la mejor época de tres de los mejores campeones del peso pesado: Muhammad Alí, Joe Frazier y George Foreman, quienes exhibían sus mejores condiciones y también comenzaban a ganar bolsas millonarias nunca antes vistas de la mano de promotores de dudosa moral como Don King y Bob Arum.
Stevenson era apuesto, hablaba inglés y tenía todos los requisitos para ser el sucesor de Alí: buena estatura, magnífico juego de manos y piernas, pegada y carisma, como Alí. Incluso se parecía tanto a Alí, que los dos podrían pasar por hermanos.
"Todo el mundo quería a Teófilo" -recuerda Angelo Dundee, el mánager de Alí. "Pienso que yo nunca estuve tras de él porque yo tenía al campeón. Tenía a Alí. Tenía al individuo que iba a vencerlo, ¿ves? Pero todo el mundo quería a Teófilo, y digo todo el mundo. Iban a darle un millón de dólares. Y un millón de dólares entonces era dinero".
"Es el peleador más perfectamente balanceado que yo haya visto jamás" -opinó Enmanuel Steward.
"Sería fenomenal como profesional" -dijo un extasiado Don King. "Tiene la misma clase que Alí y que Frazier".
Visualizando las ganancias multimillonarias que redundarían de montar "la pelea del siglo" entre Alí y Stevenson, King llegó a hablar con los directivos del boxeo cubano, quienes le dijeron que ya la estaban vislumbrando desde los Panamericanos de Ciudad México de 1975, pero que para realizarla se tendría que contar con la aprobación del Presidente Fidel Castro, la cual se comprometieron a gestionar.
Así, con la seguridad de que la pelea se llevaría a cabo, King convenció fácilmente a Alí de que su despedida ideal de los cuadriláteros debía hacerla venciendo a Stevenson, el campeón olímpico activo. También logró la aprobación del Consejo Mundial de Boxeo (CMB) para que en dicha pelea estuviera en juego el título mundial, tal y como Pete Rademacher había sentado el precedente en 1957.
Dándole calor al tema, un periodista le preguntó a Alí su opinión acerca de Stevenson y este contestó: "Es un buen amateur, un peleador de tres asaltos... pero si le ofrecieron $2 millones y no los tomó, entonces es un tonto de maldición".
Pero en Cuba, el presidente Fidel Castro, aunque mostró su interés en que se materializara la idea, puso como única condición para que se realizara el combate que Stevenson no perdiera su estatus amateur.
Así, en la Asamblea Anual de la Asociación Internacional de Boxeo Aficionado (AIBA) de 1977, la Federación Cubana de Boxeo (FCB) propuso que se avalara el montaje de una serie de cinco combates de tres asaltos cada uno entre el campeón mundial amateur Teófilo Stevenson y el campeón mundial profesional Muhammad Alí, en distintas ciudades de los Estados Unidos y en diferentes días, con un árbitro internacional, y si algún campeón noqueaba al otro, la serie concluiría.
Tanto la AIBA como Don King y el CMB rechazaron esta propuesta cubana, por lo que el montaje de la pelea se cayó.

### Ciclo olímpico 1978-1980
El tercer ciclo olímpico de Stevenson trajo la complejidad del fenómeno Milián, quien habiendo vencido al soviético Vysotskiy en el Cardín de 1977 fue seleccionado para representar a Cuba en el primer tope bilateral contra el equipo de Estados Unidos en Houston, en noviembre de 1977; y en los Juegos Centroamericanos y del Caribe de Medellín, en julio de 1978.
Empero, la victoria de Stevenson por nocaut en dos asaltos ante Milián en la final del Girón de 1978 no dejó dudas acerca de la superioridad de Stevenson, quien seguía en su mejor condición para dar nuevas glorias a Cuba.

#### Segundo campeonato mundial amateur
En mayo de 1978, Belgrado, la capital de Yugoslavia, se convirtió en la sede del II Campeonato Mundial de Boxeo Amateur. En el peso pesado, los cubanos enviaron como su representante a Stevenson, quien comenzó noqueando en pocos segundos al ghanés Adamah Mensah.
Por su parte, los soviéticos enviaron a Vysotskiy, quien lamentablemente no pudo pasar de la primera ronda debido a su ya conocido problema de sangrado en los párpados.
Y los estadounidenses enviaron al futuro titular de la Asociación Mundial de Boxeo (AMB) de 1985 a 1986 Tony "TNT" Tubbs, a quien Stevenson derrotó por decisión unánime en una final adelantada en los cuartos de final.
Ya sus siguientes rivales el venezolano Carlos Rivera y el yugoslavo Dragomir Vujkovic no significaron mayor oposición a que Stevenson lograra su segundo campeonato mundial amateur.

#### Último intento para la Pelea del Siglo
En mayo de 1978 en Belgrado, la AIBA llevó a cabo en su Asamblea Anual, concomitante al Campeonato Mundial. En esta ocasión finalmente el ejecutivo Donald Hull endosó la propuesta de la FCB y dio su visto bueno para la realización de una pelea "amateur" entre Stevenson y Alí, quien en febrero de ese año había perdido su título ante Leon Spinks.
En octubre de 1978, en el Madison Square Garden de Nueva York, en ocasión del tercer tope bilateral entre las selecciones boxísticas de Cuba y los Estados Unidos, Stevenson dio cuenta en pocos segundos de su rival Jimmy Young y tras dicha pelea recibió la visita de Don King.
Se dice que King le ofreció cinco millones de dólares para que le disputara el título mundial del boxeo profesional a Muhammad Alí, quien un mes antes había recuperado su título venciendo a Spinks.
"Prefiero el cariño de ocho millones de cubanos" - le contestó Stevenson serenamente - "Y no cambiaría mi pedazo de Cuba ni por todo el dinero que me puedan ofrecer".
A partir de este momento, los cubanos dejaron de conversar con King y pusieron la posible realización del combate Alí-Stevenson en manos del promotor Ben Thompson, quien intentó convencer a Alí de firmar un contrato para efectuar una serie de 5 peleas amateur de 3 asaltos o 3 peleas amateur de 5 asaltos contra Stevenson. Las peleas se realizarían en Nueva York desde el 28 de febrero de 1979, y Alí obtendría una bolsa de tres millones de dólares, mientras que la FCB cobraría un millón y medio de dólares.
Lamentablemente Alí no aceptó la propuesta, diciendo que no tendría nada que ganar y sí mucho que perder peleando "con un amateur".
La delegación cubana regresó a La Habana y luego, en una llamada telefónica, Alí se excusó ante Stevenson y le ofreció una compensación monetaria por haber declinado la pelea. El cubano rechazó el ofrecimiento diciéndole que no necesitaba dinero.

#### Segundo campeonato panamericano
En la actualidad, era un funcionario de la Federación Cubana de Boxeo, y participó como invitado en los XV Juegos Panamericanos de Río de Janeiro.

## Fallecimiento
Stevenson murió el 11 de junio de 2012 en La Habana, de un ataque al corazón. Está enterrado en la Necrópolis de Cristóbal Colón de la capital cubana.